# Зубович, Дмитрий Дмитриевич
Дмитрий Дмитриевич Зубович (1909—1976) — советский военный деятель, генерал-лейтенант.

## Биография
Родился 29 октября 1909 года в деревне Белевичи Слуцкого уезда Минской губернии (ныне — Слуцкий район Минской области) в многодетной крестьянской семье.
После учебы в школе и Слуцком профессионально-техническом училище, в 1931 году поступил в Минское пехотное училище им. М. И. Калинина (с апреля 1941 года — Минское военное танковое училище), по окончании которого служил в танковых частях Белорусского военного округа в Гомеле.
В 1939 году в звании старшего лейтенанта поступил в Харьковскую интендантскую академию им. В. М. Молотова. Не окончив её в связи с начавшейся Великой Отечественной войной, Зубович отбыл на фронт. В годы войны служил на Карельском фронте в воинских подразделениях под командованием генерала армии К. А. Мерецкова. Прошел военный путь от капитана до полковника интендантской службы.
После окончания войны, в 1946—1948 годах, окончил Высшую военную академию им. К. Е. Ворошилова. После этого служил в Ленинградском, Приволжском и Уральском военных округах СССР; также был военным советником в Корее и Венгрии. В 1954 году ему было присвоено звание генерал-майора и предоставлена должность начальника штаба тыла войск Уральского военного округа. В 1958—1968 годов он служил в должности заместителя командующего округом по тылу.
Уйдя в запас, принимал участие в общественной жизни Свердловска — работал с молодежью, являлся руководителем военно-спортивной игры «Зарница».
Умер 14 апреля 1976 года в Свердловске. Похоронен на Широкореченском кладбище города. Был женат на Елене Лукиничне Зубович.

## Награды
Награжден орденами Ленина (30.12.1956), Красного Знамени (19.11.1951), Красной Звезды (05.11.1946), Отечественной войны 1-й степени (13.11.1944), а также многими медалями, в том числе «За боевые заслуги» (03.11.1944), «За оборону Советского Заполярья», «За победу над Германией в Великой Отечественной войне 1941—1945 гг.».